# 65e division d'infanterie (États-Unis)
Pour les articles homonymes, voir 65e division d'infanterie.
La 65e division d'infanterie (65th Infantry Division) est une division de l'US Army active lors de la Seconde Guerre mondiale.

## Histoire
- Activation : 16 août 1943 ;
- Départ pour l'Europe : 10 janvier 1945 ;
- Jours de combat : 55 ;
- Désactivation : 30 août 1945.
- Commandants : Major General Stanley Eric Reinhart (août 1943 - 1er août 1945) ; Brigadier General John E. Copeland (août 1945).

Après son entraînement aux États-Unis, l'unité débarque au Havre le 21 janvier 1945. Elle poursuit son entraînement sur le sol européen jusqu'au 1er mars, date à laquelle elle relève la 26e division d'infanterie. Ses premiers éléments arrivent en première ligne le 5 mars, prenant des positions défensives le long de la Sarre entre Orscholz et Wadgassen. Le 17 mars, la division franchit la rivière et prend Saarlautern le 19 mars alors que la ligne Siegfried cède. Elle continue et conquiert Neukirchen le 21 mars, avant de poursuivre vers le Rhin qu'elle franchit le 30 mars. Langensalza tombe le 5 avril, Struth le 7 et Neumarkt le 22, alors que toute résistance allemande organisée s'effondre. Elle traverse le Danube le 26 avril et s'empare de Ratisbonne le lendemain, puis de Passau le 2 mai, avançant jusqu'à Linz où elle entre le 5 mai alors que les Allemands se rendent. Le 9 mai, elle rencontre l'Armée Rouge à Erlauf.

## Composition
La 65e division comprend les unités suivantes:
- 259e régiment d'infanterie (259th Infantry Regiment) ;
- 260e régiment d'infanterie (260th Infantry Regiment) ;
- 261e régiment d'infanterie (261st Infantry Regiment) ;
- 65e section de reconnaissance motorisée (65th Reconnaissance Group (Mecanized)) ;
- 265e bataillon du génie (265th Engineer Combat Batallion) ;
- 365e bataillon médical (365th Medical Batallion) ;
- 867e bataillon d'artillerie de campagne (867th Field Artillery Batallion) ;
- 868e bataillon d'artillerie de campagne (868th Field Artillery Batallion) ;
- 869e bataillon d'artillerie de campagne (869th Field Artillery Batallion) ;
- 720e bataillon d'artillerie de campagne (720th Field Artillery Batallion).

### Liens web
- (en) « Association de la division » (consulté le 12 mai 1945)
- (en) « Histoire de la division », Lone Sentry (consulté le 12 mai 1945)